# Arthur! Ready to Race
 (mai 2020).
Si vous disposez d'ouvrages ou d'articles de référence ou si vous connaissez des sites web de qualité traitant du thème abordé ici, merci de compléter l'article en donnant les références utiles à sa vérifiabilité et en les liant à la section « Notes et références ».
Arthur! Ready to Race est un jeu vidéo sur PlayStation développé et édité par Mattel Interactive, basé sur l'émission télévisée animée pour enfants Arthur. Il a été publié le 1ernovembre 2000. Le jeu met en scène Arthur et ses amis (Francine Frensky, The Brain, Binky Barnes, Muffy Crosswire et Buster Baxter) qui doivent fabriquer le meilleur kart.

## Système de jeu
Arthur! Ready to Race mêle en même temps des éléments d'un jeu d'aventure et de course. Le système de jeu est très facile pour le jeune public. Le joueur incarne Arthur avec lequel il peut se déplacer en courant et sauter. Il peut circuler librement dans la ville et rentrer dans différentes devantures. Il peut réaliser des tâches simples après avoir parlé avec des habitants où le but est d'arriver à la fin d'un niveau en contournant les obstacles ou en évitant les ennemis. Durant cette phase, diverses objets sont collectibles, en particulier des cartes de jeu et des pièces.
En outre, le joueur est amené à piloter un kart afin de terminer des courses en contre-la-montre. Sur le parcours, il peut encore ramasser des cartes à collectionner et des pièces. Ces dernières permettent d'acheter des améliorations pour le kart comme de la peinture, un klaxon ou encore un pare-chocs.

## Voir également
- Arthur